# Noidans-le-Ferroux
Noidans-le-Ferroux est une commune française située dans le département de la Haute-Saône, la région culturelle et historique de Franche-Comté et la région administrative Bourgogne-Franche-Comté.

## Géographie

### Communes limitrophes
Les communes limitrophes sont Vy-le-Ferroux, Neuvelle-lès-la-Charité, La Romaine, Raze et Soing-Cubry-Charentenay.
| Soing-Cubry-Charentenay          | Vy-le-Ferroux      |                         |
| La Romaine (Vezet)               | Noidans-le-Ferroux | Raze                    |
| La Romaine (Le Pont-de-Planches) |                    | Neuvelle-lès-la-Charité |

### Climat
Pour des articles plus généraux, voir Climat de la Bourgogne-Franche-Comté et Climat de la Haute-Saône.
En 2010, le climat de la commune est de type climat des marges montargnardes, selon une étude du Centre national de la recherche scientifique s'appuyant sur une série de données couvrant la période 1971-2000. En 2020, Météo-France publie une typologie des climats de la France métropolitaine dans laquelle la commune est exposée à un climat semi-continental et est dans la région climatique Lorraine, plateau de Langres, Morvan, caractérisée par un hiver rude (1,5 °C), des vents modérés et des brouillards fréquents en automne et hiver.
Pour la période 1971-2000, la température annuelle moyenne est de 10,1 °C, avec une amplitude thermique annuelle de 17,4 °C. Le cumul annuel moyen de précipitations est de 990 mm, avec 13,2 jours de précipitations en janvier et 9,5 jours en juillet. Pour la période 1991-2020, la température moyenne annuelle observée sur la station météorologique de Météo-France la plus proche, « Combeaufontaine », sur la commune de Combeaufontaine à 16 km à vol d'oiseau, est de 10,7 °C et le cumul annuel moyen de précipitations est de 1 044,0 mm. 
La température maximale relevée sur cette station est de 41 °C, atteinte le 25 juillet 2019 ; la température minimale est de −26 °C, atteinte le 6 janvier 1985,,.
Les paramètres climatiques de la commune ont été estimés pour le milieu du siècle (2041-2070) selon différents scénarios d'émission de gaz à effet de serre à partir des nouvelles projections climatiques de référence DRIAS-2020. Ils sont consultables sur un site dédié publié par Météo-France en novembre 2022.

## Urbanisme

### Typologie
Au 1er janvier 2024, Noidans-le-Ferroux est catégorisée bourg rural, selon la nouvelle grille communale de densité à sept niveaux définie par l'Insee en 2022.
Elle est située hors unité urbaine. Par ailleurs la commune fait partie de l'aire d'attraction de Vesoul, dont elle est une commune de la couronne,. Cette aire, qui regroupe 158 communes, est catégorisée dans les aires de 50 000 à moins de 200 000 habitants,.

### Occupation des sols

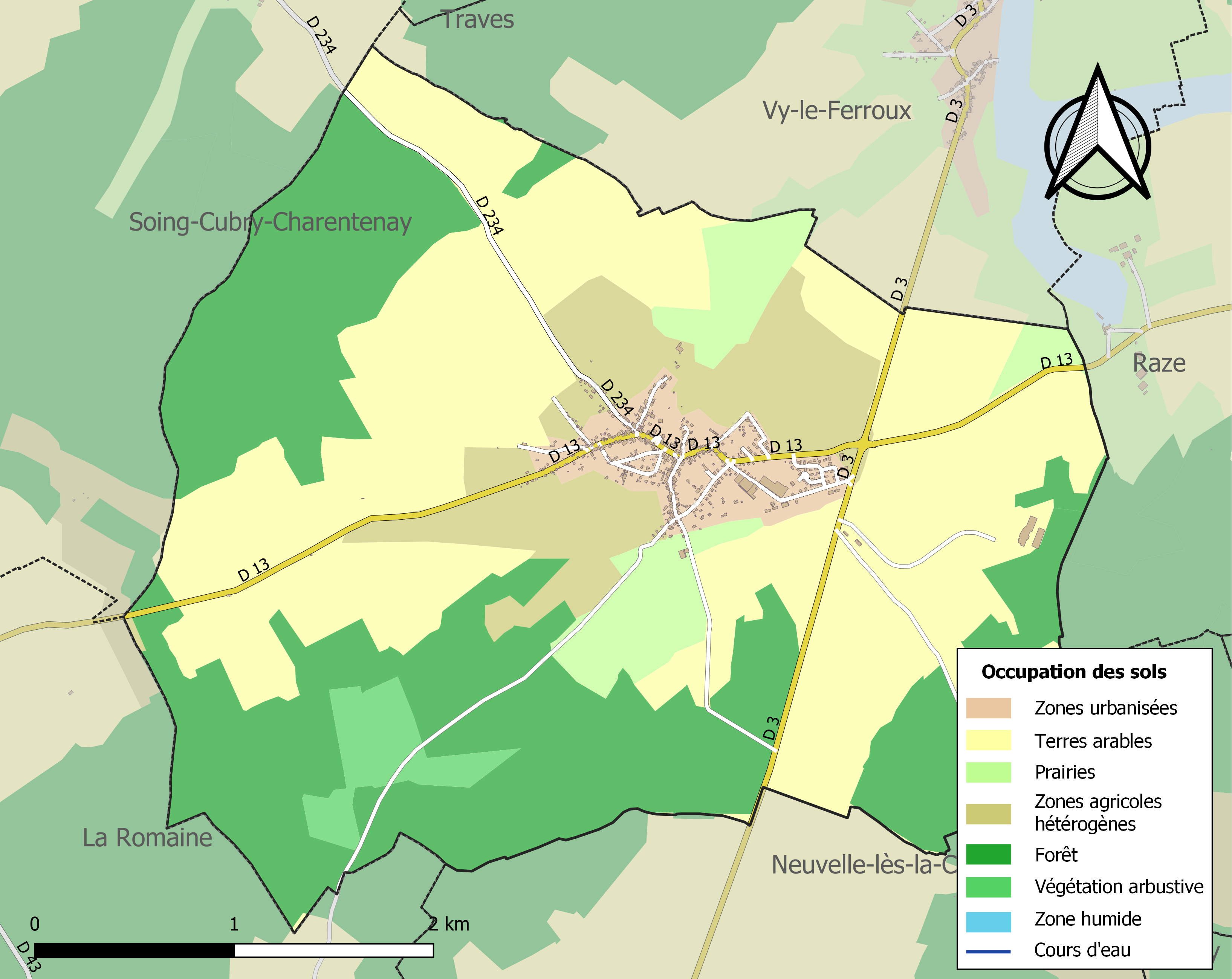
Carte des infrastructures et de l'occupation des sols de la commune en 2018 (CLC).

L'occupation des sols de la commune, telle qu'elle ressort de la base de données européenne d’occupation biophysique des sols Corine Land Cover (CLC), est marquée par l'importance des territoires agricoles (57,4 % en 2018), en diminution par rapport à 1990 (58,5 %). La répartition détaillée en 2018 est la suivante : 
terres arables (41,3 %), forêts (36 %), zones agricoles hétérogènes (10,5 %), prairies (5,5 %), zones urbanisées (4,4 %), milieux à végétation arbustive et/ou herbacée (2,2 %). L'évolution de l’occupation des sols de la commune et de ses infrastructures peut être observée sur les différentes représentations cartographiques du territoire : la carte de Cassini (XVIIIe siècle), la carte d'état-major (1820-1866) et les cartes ou photos aériennes de l'IGN pour la période actuelle (1950 à aujourd'hui).

### Habitat et logement
En 2018, le nombre total de logements dans la commune était de 345, alors qu'il était de 312 en 2013 et de 301 en 2008.
Parmi ces logements, 89 % étaient des résidences principales, 4,3 % des résidences secondaires et 6,7 % des logements vacants. Ces logements étaient pour 86,5 % d'entre eux des maisons individuelles et pour 13 % des appartements.
Le tableau ci-dessous présente la typologie des logements à Noidans-le-Ferroux en 2018 en comparaison avec celle de la Haute-Saône et de la France entière. Une caractéristique marquante du parc de logements est ainsi une proportion de résidences secondaires et logements occasionnels (4,3 %) inférieure à celle du département (6,2 %) et à celle de la France entière (9,7 %). Concernant le statut d'occupation de ces logements, 74,8 % des habitants de la commune sont propriétaires de leur logement (73,7 % en 2013), contre 68,7 % pour la Haute-Saône et 57,5 % pour la France entière.
| Typologie                                               | Noidans-le-Ferroux | Haute-Saône | France entière |
| ------------------------------------------------------- | ------------------ | ----------- | -------------- |
| Résidences principales (en %)                           | 89                 | 83          | 82,1           |
| Résidences secondaires et logements occasionnels (en %) | 4,3                | 6,2         | 9,7            |
| Logements vacants (en %)                                | 6,7                | 10,8        | 8,2            |

## Toponymie
La commune doit son nom à l'abondance de minerai de fer qui fut exploité du XIIe à la fin du XIXe siècle.

## Histoire
Durant la Seconde Guerre mondiale, à la suite du sabotage en janvier 1944 sur la voie ferrée par le groupe de résistants X113 du mouvement « Lorraine », huit résistants de la commune furent déportés. Un seul est revenu.

## Politique et administration

### Rattachements administratifs et électoraux

#### Rattachements administratifs
La commune se trouve dans l'arrondissement de Vesoul du département de la Haute-Saône.
Elle faisait partie depuis 1801 du canton de Scey-sur-Saône-et-Saint-Albin. Dans le cadre du redécoupage cantonal de 2014 en France, cette circonscription administrative territoriale a disparu, et le canton n'est plus qu'une circonscription électorale.

#### Rattachements électoraux
Pour les élections départementales, la commune fait partie depuis 2014 d'un nouveau canton de Scey-sur-Saône-et-Saint-Albin, porté de 17 à 46 communes.
Pour l'élection des députés, elle fait partie de la première circonscription de la Haute-Saône.

### Intercommunalité
Noidans-le-Ferroux est membre fondateur de la communauté de communes des Combes, un établissement public de coopération intercommunale (EPCI) à fiscalité propre créé fin 1994 et auquel la commune avait transféré un certain nombre de ses compétences, dans les conditions déterminées par le code général des collectivités territoriales.

## Équipements et services publics

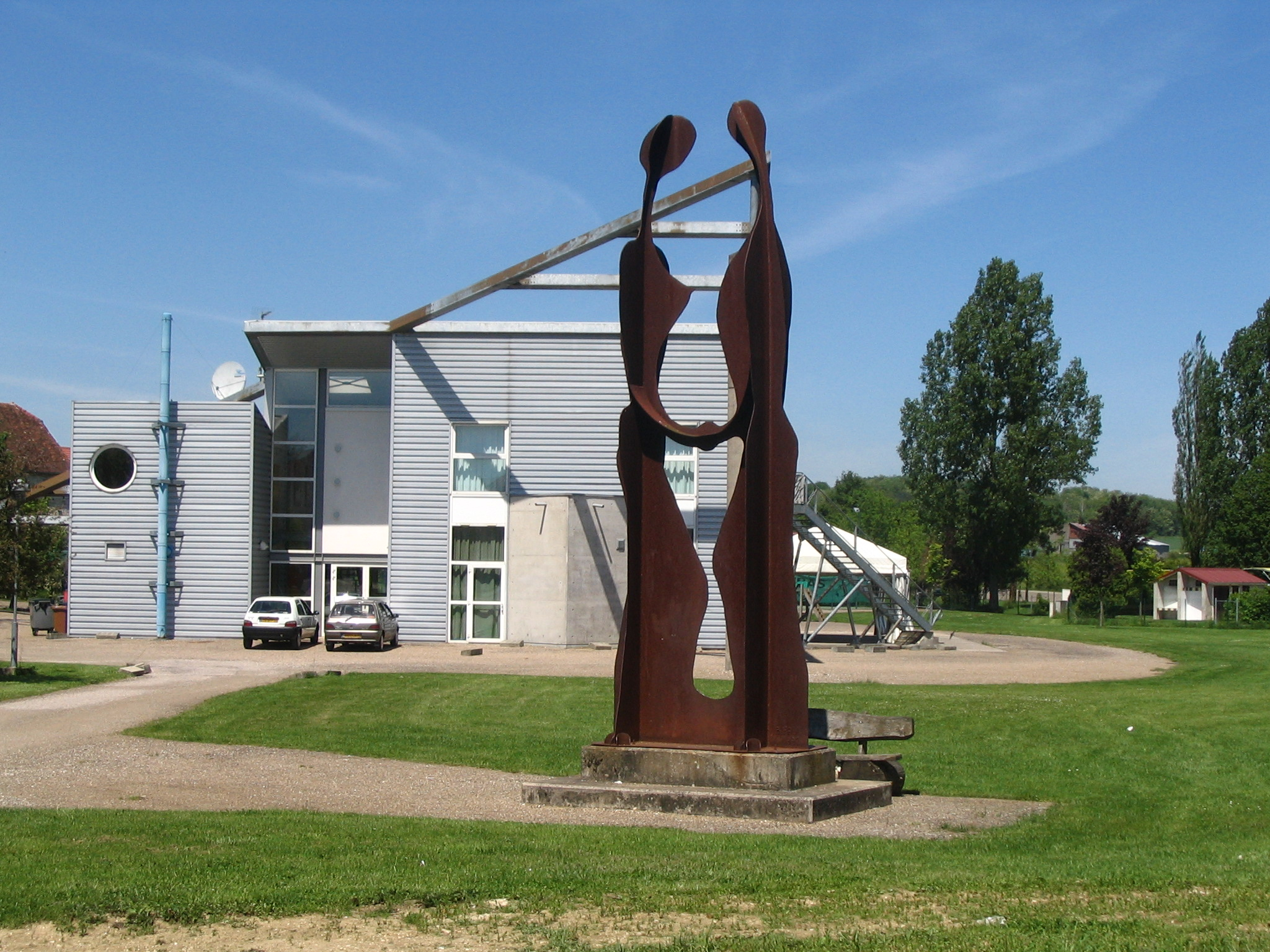
La salle communale

### Liste des maires
| Période                                  | Période                   | Identité          | Étiquette | Qualité                                 |
| ---------------------------------------- | ------------------------- | ----------------- | --------- | --------------------------------------- |
| Les données manquantes sont à compléter. |                           |                   |           |                                         |
| mars 1989                                | En cours (au 6 juin 2023) | Jean-Louis Bordet |           | Médecin Réélu pour le mandat 2020-2026, |

## Population et société

### Démographie
L'évolution du nombre d'habitants est connue à travers les recensements de la population effectués dans la commune depuis 1793. Pour les communes de moins de 10 000 habitants, une enquête de recensement portant sur toute la population est réalisée tous les cinq ans, les populations de référence des années intermédiaires étant quant à elles estimées par interpolation ou extrapolation. Pour la commune, le premier recensement exhaustif entrant dans le cadre du nouveau dispositif a été réalisé en 2004.

En 2022, la commune comptait 640 habitants, en évolution de −8,57 % par rapport à 2016 (Haute-Saône : −1,4 %, France hors Mayotte : +2,11 %).
| 1793 | 1800 | 1806 | 1821 | 1831 | 1836 | 1841 | 1846 | 1851 |
| ---- | ---- | ---- | ---- | ---- | ---- | ---- | ---- | ---- |
| 667  | 806  | 835  | 791  | 905  | 933  | 914  | 937  | 976  |

| 1856 | 1861 | 1866 | 1872 | 1876 | 1881 | 1886 | 1891 | 1896 |
| ---- | ---- | ---- | ---- | ---- | ---- | ---- | ---- | ---- |
| 856  | 808  | 833  | 768  | 729  | 679  | 632  | 601  | 592  |

| 1901 | 1906 | 1911 | 1921 | 1926 | 1931 | 1936 | 1946 | 1954 |
| ---- | ---- | ---- | ---- | ---- | ---- | ---- | ---- | ---- |
| 588  | 580  | 572  | 456  | 460  | 486  | 508  | 508  | 521  |

| 1962 | 1968 | 1975 | 1982 | 1990 | 1999 | 2004 | 2006 | 2009 |
| ---- | ---- | ---- | ---- | ---- | ---- | ---- | ---- | ---- |
| 561  | 588  | 570  | 560  | 593  | 570  | 597  | 594  | 613  |

| 2014 | 2019 | 2022 | - | - | - | - | - | - |
| ---- | ---- | ---- | - | - | - | - | - | - |
| 674  | 662  | 640  | - | - | - | - | - | - |

### Manifestations culturelles et festivités
Un marché nocturne artisanal est organisé chaque année depuis 2007 en juillet

## Économie
La commune accueille depuis fin 2006 sur son territoire le centre de valorisation des déchets du SYTEVOM de Haute-Saône, composé d'un centre de tri d'une capacité de 17 000 tonnes par an et d'un incinérateur d'une capacité provisoire de 41 000 tonnes par an (l'installation est dimensionnée pour la mise en place éventuelle d'un deuxième four). Les ordures ménagères sont valorisées sous forme d'une production d'électricité et de mâchefers réutilisables en sous-couche routière.

## Culture locale et patrimoine

### Lieux et monuments
- Cœur de village original avec de nombreuses peintures et sculptures.
- Complexe touristique Les Jardins de l'Étang : 6 résidences individuelles et 1 résidence de groupe modulable sur 18 hectares.

Complexe de loisirs, réalisé à l'initiative de la commune et comprenant un parcours de swin golf, un étang de pêche, deux terrains de tennis et un complexe aquatique ludique.

Les Jardins de l’Étang
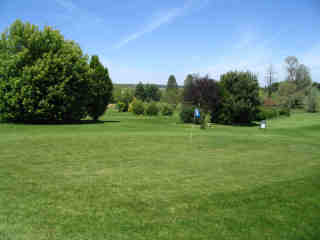
Parcours de swin golf.
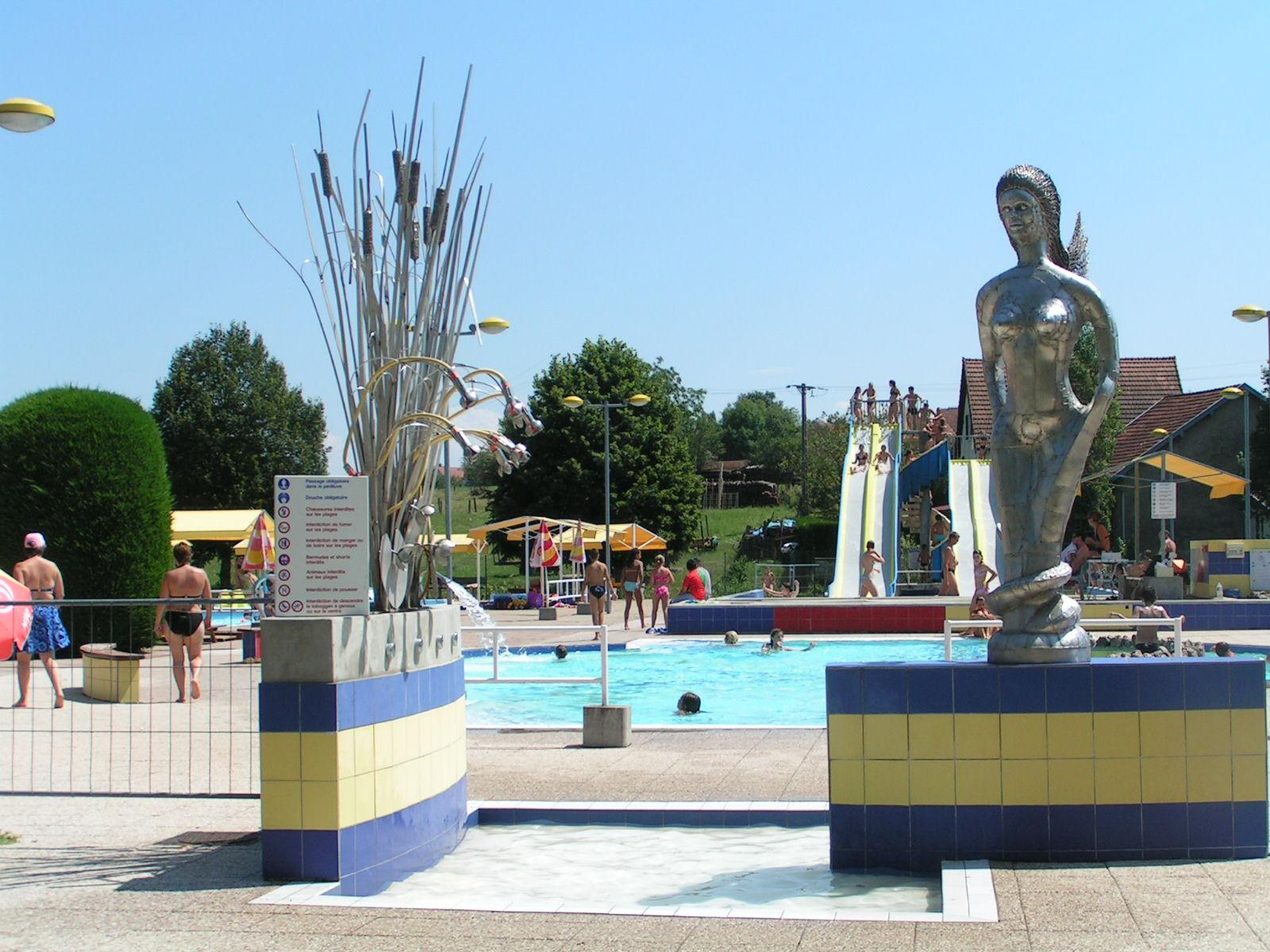
Complexe aquatique ludique.
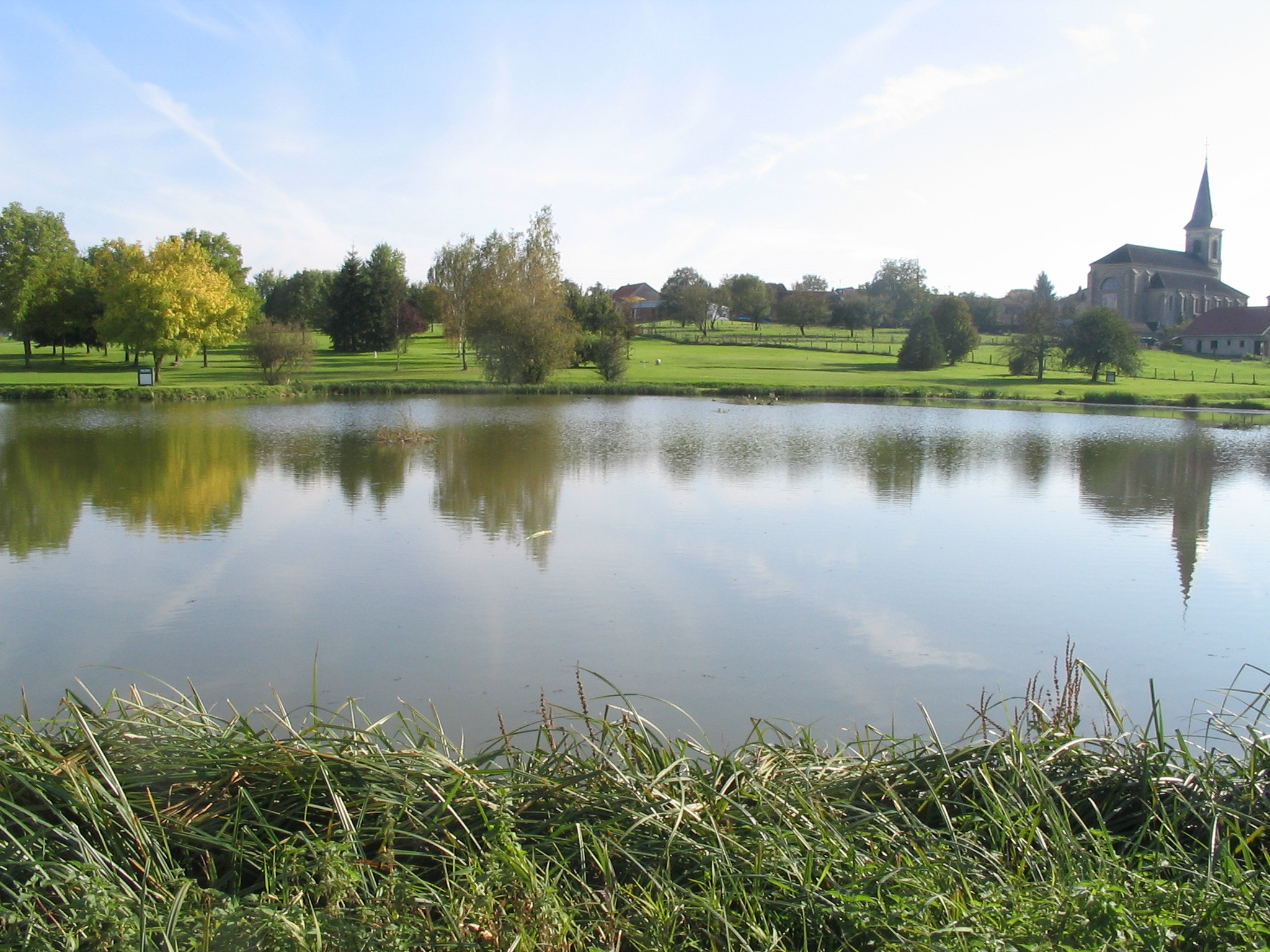
Étang de pêche.

- Lavoir.
- Sculpture « Le Bison ».
- Statue « Le Couple ».
- Église Saint-Léger.
- Monuments aux morts.
- Monument aux déportés[22].

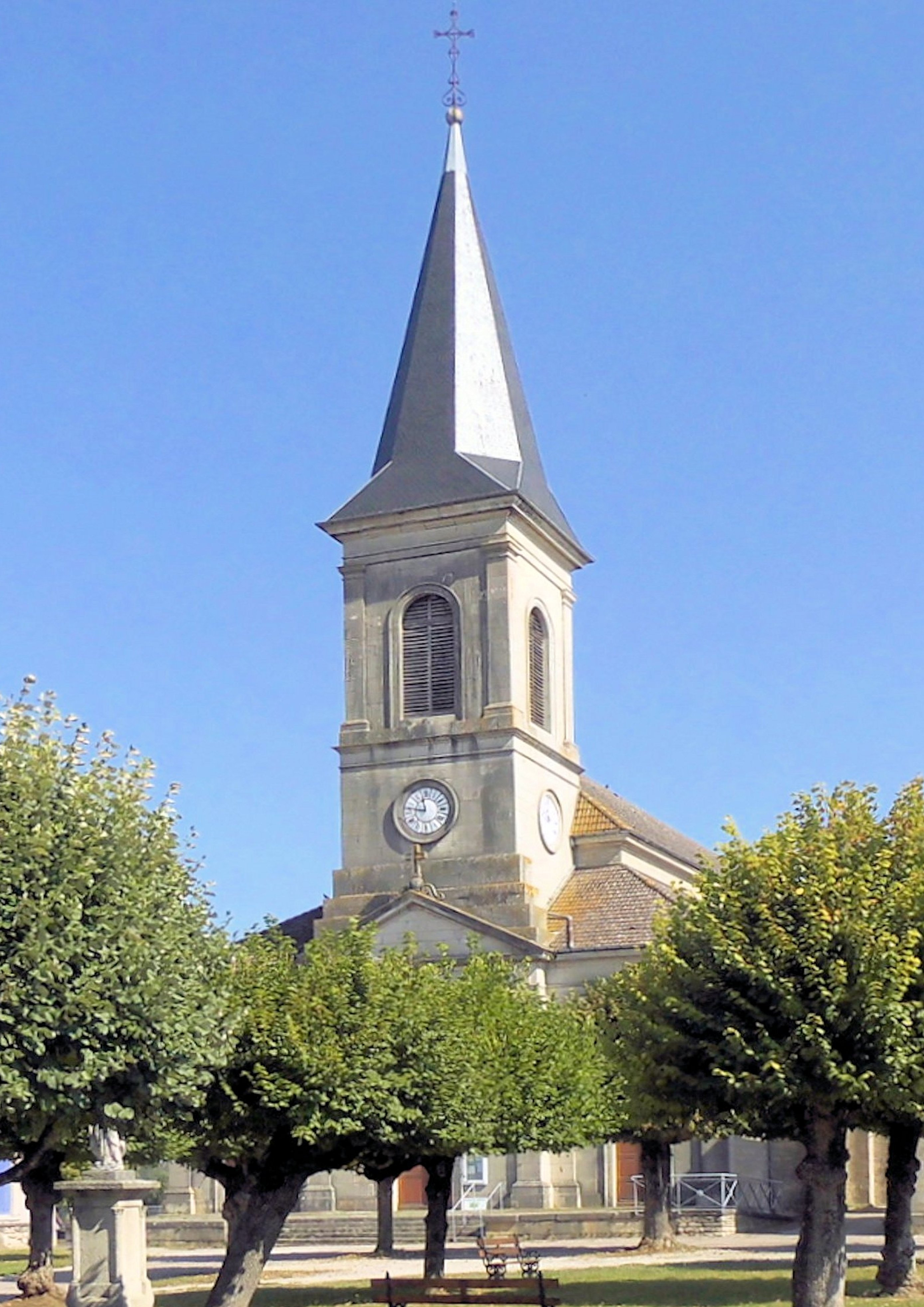
L'église Saint-Léger.
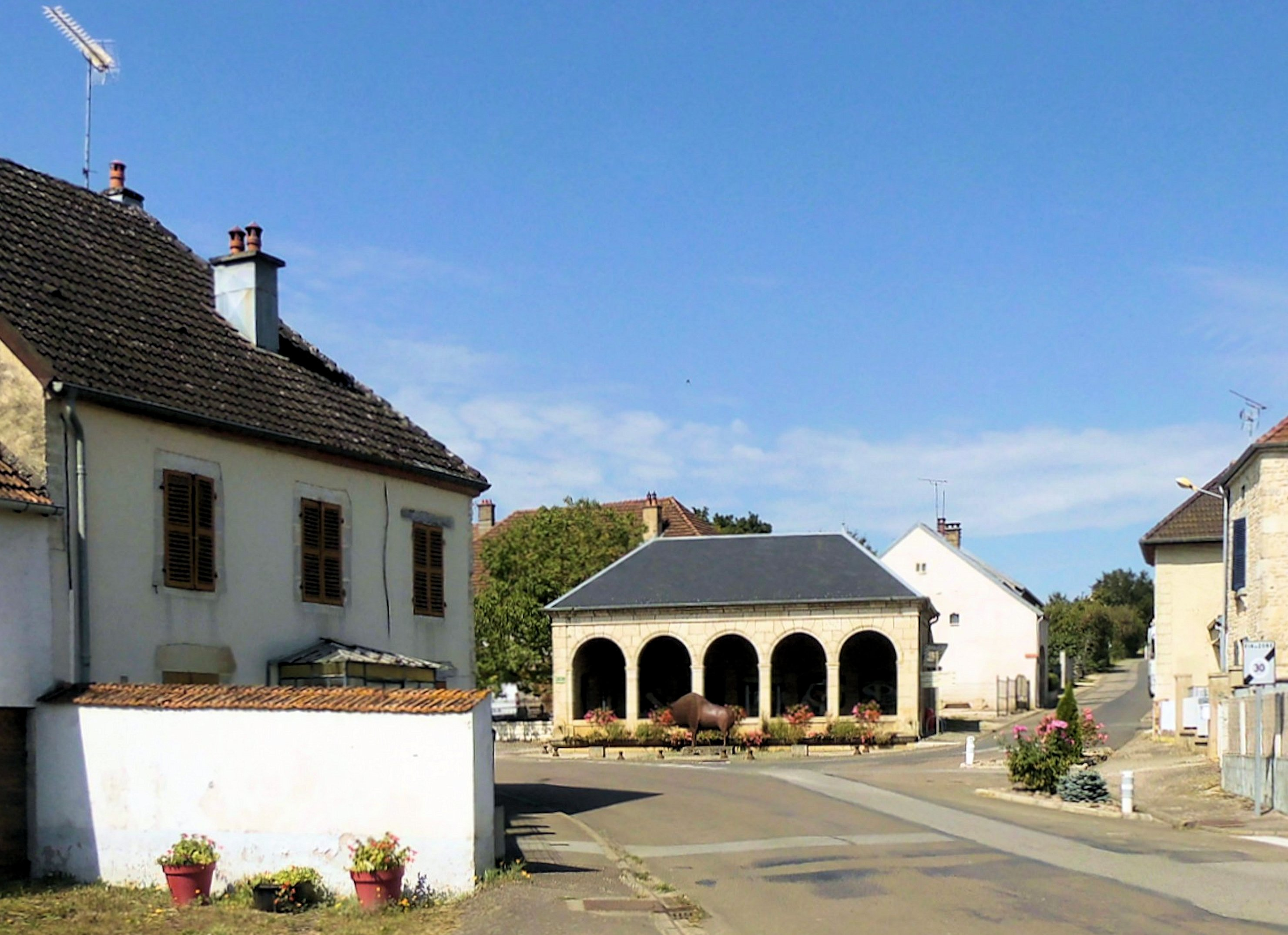
Lavoir du Chemin de Lisey.
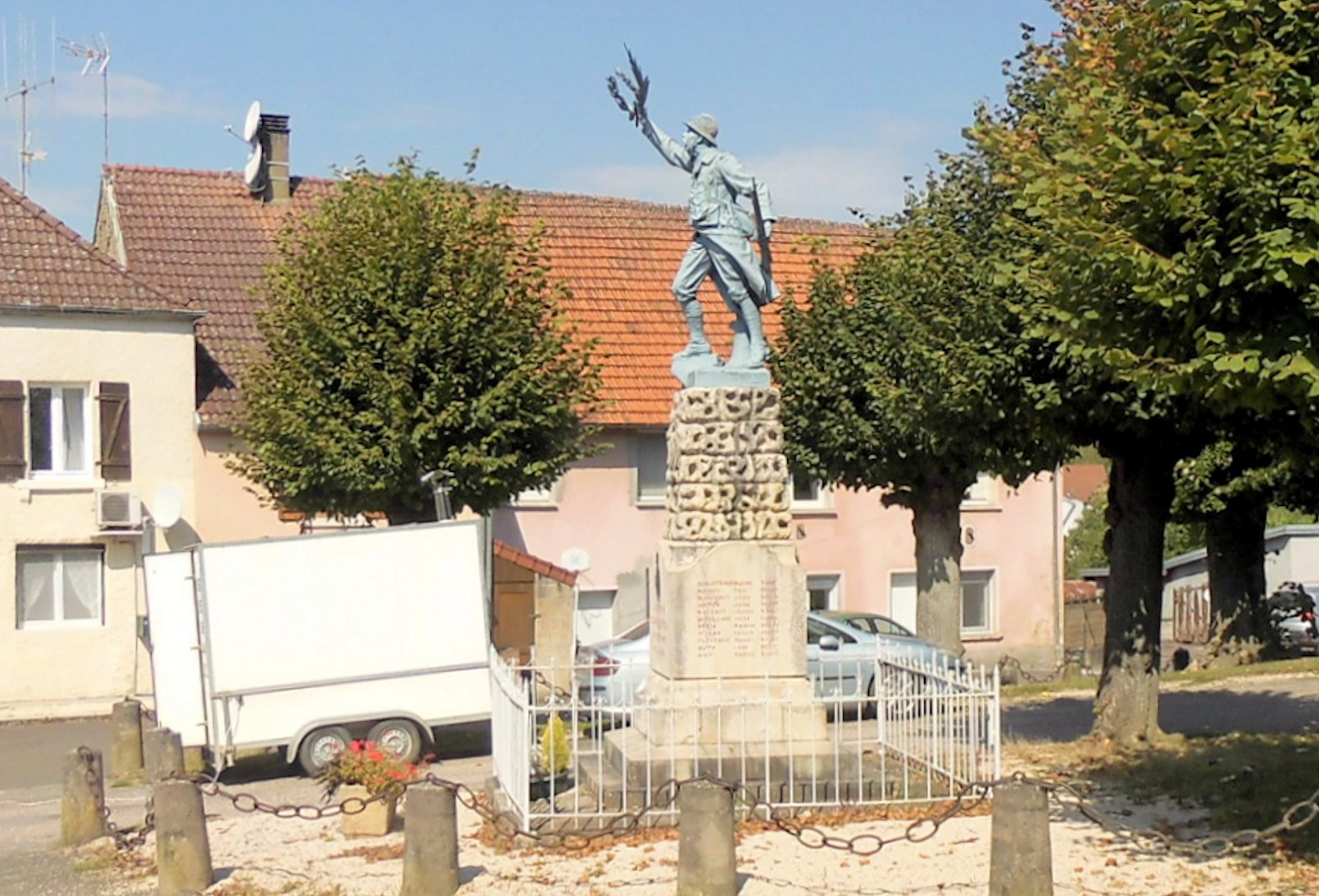
Le monument aux morts.

### Héraldique
| Blason de Noidans-le-Ferroux | Blason  | Coupé d'azur billeté d'or au lion du même, armé et lampassé de gueules, issant (de Franche-Comté) ; et d'argent à la roue dentée de sable chargée d'un épi de blé d'or mis en pal. |
| Blason de Noidans-le-Ferroux | Détails | Le statut officiel du blason reste à déterminer. |

## Pour approfondir